# 14. etape af Giro d'Italia 2018
14. etape af Giro d'Italia 2018 gik fra San Vito al Tagliamento til Monte Zoncolan 19. maj 2018. 
Chris Froome vandt foran Simon Yates som øgede føringen i klassementet. Miguel Ángel López overtog ungdomstrøjen.

## Etaperesultater
| \| Etaperesultat \| Etaperesultat \| Etaperesultat \| Etaperesultat \| Etaperesultat \| \| Rytter \| Rytter \| Hold \| Tid \| \| \| ------------- \| --------------------- \| ------------------------- \| ------------- \| ------------- \| \| 1. \| Chris Froome \| Team Sky \| 5t 25' 31" \| \| \| 2. \| Simon Yates \| Mitchelton-Scott \| + 6" \| \| \| 3. \| Domenico Pozzovivo \| Bahrain-Merida \| + 23" \| \| \| 4. \| Miguel Ángel López \| Astana \| + 25" \| \| \| 5. \| Tom Dumoulin \| Team Sunweb \| + 37" \| \| \| 6. \| Thibaut Pinot \| Groupama-FDJ \| + 42" \| \| \| 7. \| Wout Poels \| Team Sky \| + 1' 07" \| \| \| 8. \| Sébastien Reichenbach \| Groupama-FDJ \| + 1' 19" \| \| \| 9. \| Pello Bilbao \| Astana \| + 1' 35" \| \| \| 10. \| Michael Woods \| EF Education First-Drapac \| + 1' 43" \| \| |                       |                           |            |
| |                       |                           |            |
| Kilde: ProCyclingStats |                       |                           |            |
| Etaperesultat |                       |                           |            |
| Rytter | Rytter                | Hold                      | Tid        |
| 1. | Chris Froome          | Team Sky                  | 5t 25' 31" |
| 2. | Simon Yates           | Mitchelton-Scott          | + 6"       |
| 3. | Domenico Pozzovivo    | Bahrain-Merida            | + 23"      |
| 4. | Miguel Ángel López    | Astana                    | + 25"      |
| 5. | Tom Dumoulin          | Team Sunweb               | + 37"      |
| 6. | Thibaut Pinot         | Groupama-FDJ              | + 42"      |
| 7. | Wout Poels            | Team Sky                  | + 1' 07"   |
| 8. | Sébastien Reichenbach | Groupama-FDJ              | + 1' 19"   |
| 9. | Pello Bilbao          | Astana                    | + 1' 35"   |
| 10. | Michael Woods         | EF Education First-Drapac | + 1' 43"   |

## Samlet
| \| Samlede stilling \| Samlede stilling \| Samlede stilling \| Samlede stilling \| Samlede stilling \| \| Rytter \| Rytter \| Hold \| Tid \| \| \| ---------------- \| ------------------ \| ---------------- \| ---------------- \| ---------------- \| \| 1. \| Simon Yates \| Mitchelton-Scott \| 61t 19' 51" \| \| \| 2. \| Tom Dumoulin \| Team Sunweb \| + 1' 24" \| \| \| 3. \| Domenico Pozzovivo \| Bahrain-Merida \| + 1' 37" \| \| \| 4. \| Thibaut Pinot \| Groupama-FDJ \| + 1' 46" \| \| \| 5. \| Chris Froome \| Team Sky \| + 3' 10" \| \| \| 6. \| Miguel Ángel López \| Astana \| + 3' 42" \| \| \| 7. \| Richard Carapaz \| Movistar Team \| + 3' 56" \| \| \| 8. \| George Bennett \| LottoNL-Jumbo \| + 4' 04" \| \| \| 9. \| Pello Bilbao \| Astana \| + 4' 29" \| \| \| 10. \| Patrick Konrad \| Bora-Hansgrohe \| + 4' 43" \| \| |                    |                  |             |
| |                    |                  |             |
| Kilde: ProCyclingStats |                    |                  |             |
| Samlede stilling |                    |                  |             |
| Rytter | Rytter             | Hold             | Tid         |
| 1. | Simon Yates        | Mitchelton-Scott | 61t 19' 51" |
| 2. | Tom Dumoulin       | Team Sunweb      | + 1' 24"    |
| 3. | Domenico Pozzovivo | Bahrain-Merida   | + 1' 37"    |
| 4. | Thibaut Pinot      | Groupama-FDJ     | + 1' 46"    |
| 5. | Chris Froome       | Team Sky         | + 3' 10"    |
| 6. | Miguel Ángel López | Astana           | + 3' 42"    |
| 7. | Richard Carapaz    | Movistar Team    | + 3' 56"    |
| 8. | George Bennett     | LottoNL-Jumbo    | + 4' 04"    |
| 9. | Pello Bilbao       | Astana           | + 4' 29"    |
| 10. | Patrick Konrad     | Bora-Hansgrohe   | + 4' 43"    |

| Pointkonkurrence | Pointkonkurrence  | Pointkonkurrence              | Pointkonkurrence | Pointkonkurrence |
| Rytter           | Rytter            | Hold                          | Point            |                  |
| ---------------- | ----------------- | ----------------------------- | ---------------- | ---------------- |
| 1.               | Elia Viviani      | Quick-Step Floors             | 237 point        |                  |
| 2.               | Sam Bennett       | Bora-Hansgrohe                | 197 point        |                  |
| 3.               | Simon Yates       | Mitchelton-Scott              | 98 point         |                  |
| 4.               | Sacha Modolo      | EF Education First-Drapac     | 94 point         |                  |
| 5.               | Davide Ballerini  | Androni Giocattoli-Sidermec   | 90 point         |                  |
| 6.               | Marco Frapporti   | Androni Giocattoli-Sidermec   | 89 point         |                  |
| 7.               | Danny van Poppel  | LottoNL-Jumbo                 | 89 point         |                  |
| 8.               | Niccolò Bonifazio | Bahrain-Merida                | 68 point         |                  |
| 9.               | Eugert Zhupa      | Wilier Triestina-Selle Italia | 64 point         |                  |
| 10.              | Enrico Battaglin  | LottoNL-Jumbo                 | 59 point         |                  |

| Ungdomskonkurrence | Ungdomskonkurrence    | Ungdomskonkurrence          | Ungdomskonkurrence | Ungdomskonkurrence |
| Rytter             | Rytter                | Hold                        | Tid                |                    |
| ------------------ | --------------------- | --------------------------- | ------------------ | ------------------ |
| 1.                 | Miguel Ángel López    | Astana                      | 61t 23' 33"        |                    |
| 2.                 | Richard Carapaz       | Movistar Team               | + 14"              |                    |
| 3.                 | Ben O'Connor          | Dimension Data              | + 2' 00"           |                    |
| 4.                 | Sam Oomen             | Team Sunweb                 | + 2' 15"           |                    |
| 5.                 | Maximilian Schachmann | Quick-Step Floors           | + 5' 19"           |                    |
| 6.                 | Valerio Conti         | UAE Team Emirates           | + 15' 01"          |                    |
| 7.                 | Fausto Masnada        | Androni Giocattoli-Sidermec | + 17' 45"          |                    |
| 8.                 | Jack Haig             | Mitchelton-Scott            | + 32' 25"          |                    |
| 9.                 | Matej Mohorič         | Bahrain-Merida              | + 34' 28"          |                    |
| 10.                | Felix Großschartner   | Bora-Hansgrohe              | + 44' 04"          |                    |

| Bjergkonkurrence | Bjergkonkurrence   | Bjergkonkurrence            | Bjergkonkurrence | Bjergkonkurrence |
| Rytter           | Rytter             | Hold                        | Point            |                  |
| ---------------- | ------------------ | --------------------------- | ---------------- | ---------------- |
| 1.               | Simon Yates        | Mitchelton-Scott            | 76 point         |                  |
| 2.               | Esteban Chaves     | Mitchelton-Scott            | 47 point         |                  |
| 3.               | Thibaut Pinot      | Groupama-FDJ                | 40 point         |                  |
| 4.               | Chris Froome       | Team Sky                    | 35 point         |                  |
| 5.               | Fausto Masnada     | Androni Giocattoli-Sidermec | 35 point         |                  |
| 6.               | Valerio Conti      | UAE Team Emirates           | 33 point         |                  |
| 7.               | Matteo Montaguti   | AG2R La Mondiale            | 29 point         |                  |
| 8.               | Domenico Pozzovivo | Bahrain-Merida              | 28 point         |                  |
| 9.               | Richard Carapaz    | Movistar Team               | 23 point         |                  |
| 10.              | Giulio Ciccone     | Bardiani CSF                | 22 point         |                  |

| Holdkonkurrence | Holdkonkurrence   | Holdkonkurrence | Holdkonkurrence |
| Hold            | Hold              | Tid             |                 |
| --------------- | ----------------- | --------------- | --------------- |
| 1.              | Sky               | 184t 15' 54"    |                 |
| 2.              | Astana            | + 2' 46"        |                 |
| 3.              | Mitchelton-Scott  | + 6' 51"        |                 |
| 4.              | UAE Team Emirates | + 18' 59"       |                 |
| 5.              | Movistar Team     | + 23' 01"       |                 |
| 6.              | Groupama-FDJ      | + 27' 59"       |                 |
| 7.              | AG2R La Mondiale  | + 30' 24"       |                 |
| 8.              | Bora-Hansgrohe    | + 30' 24"       |                 |
| 9.              | Dimension Data    | + 32' 07"       |                 |
| 10.             | Team Sunweb       | + 33' 10"       |                 |